# Zosterops atrifrons
Zosterops atrifrons là một loài chim trong họ Zosteropidae.

## Gallery

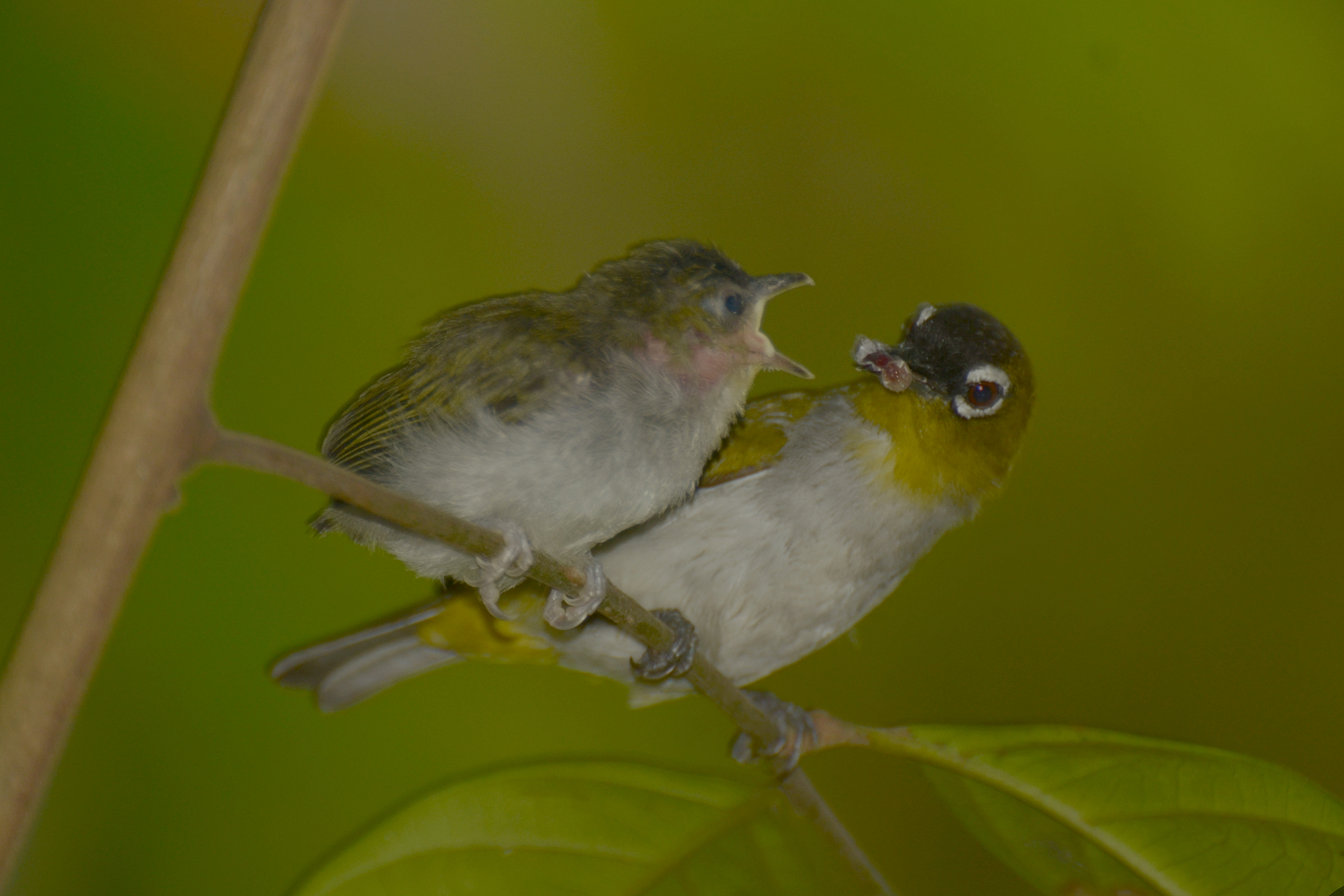
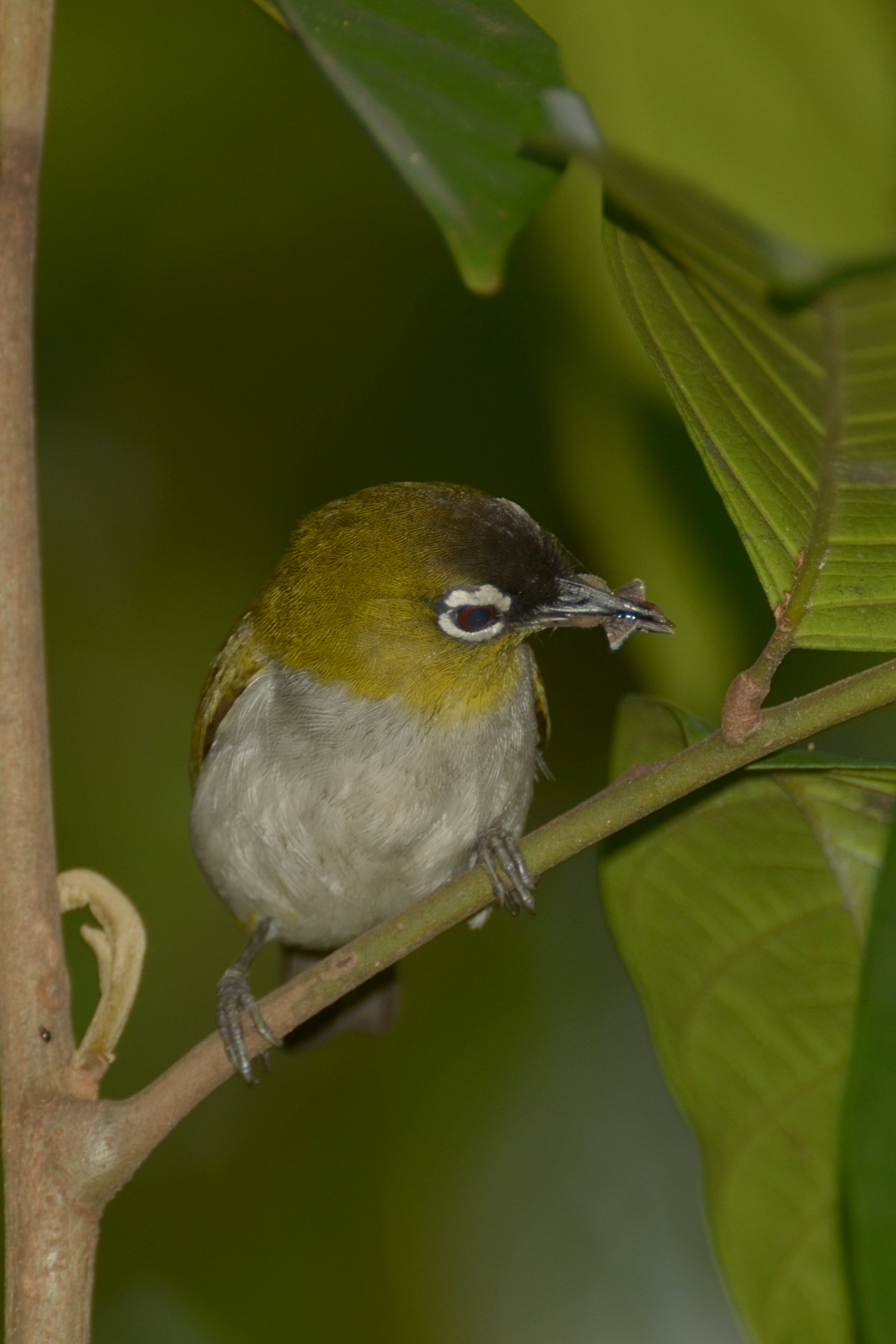
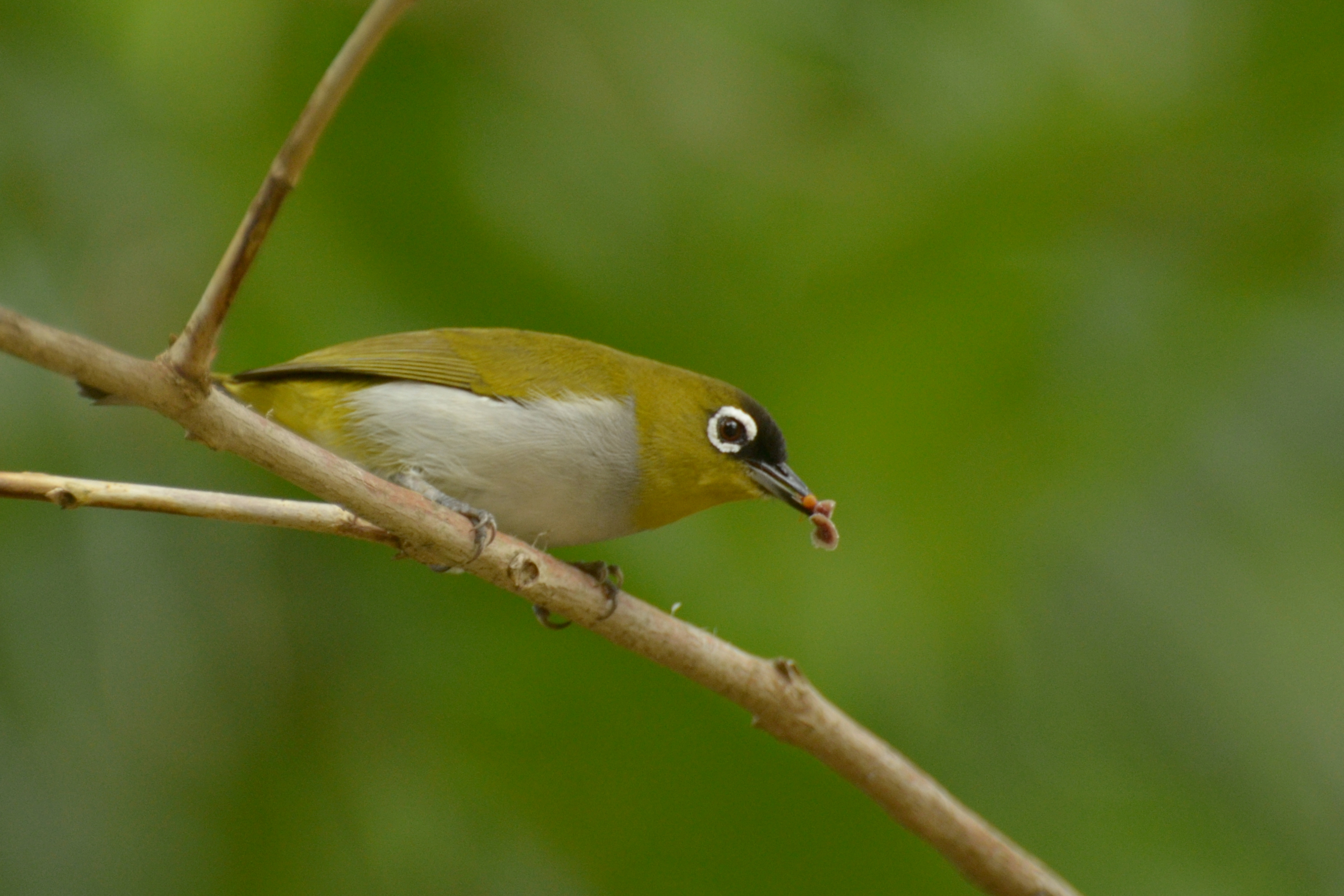
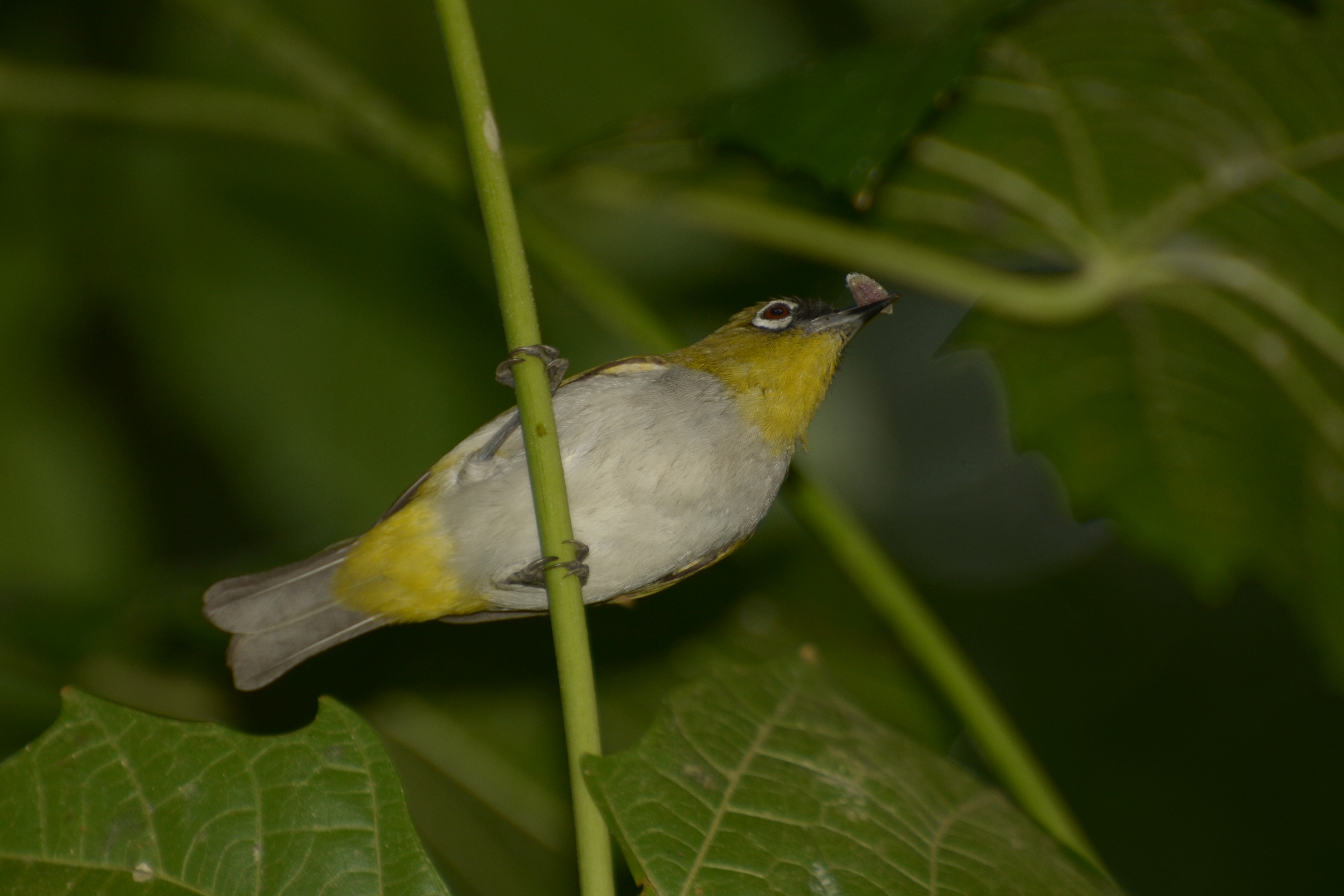
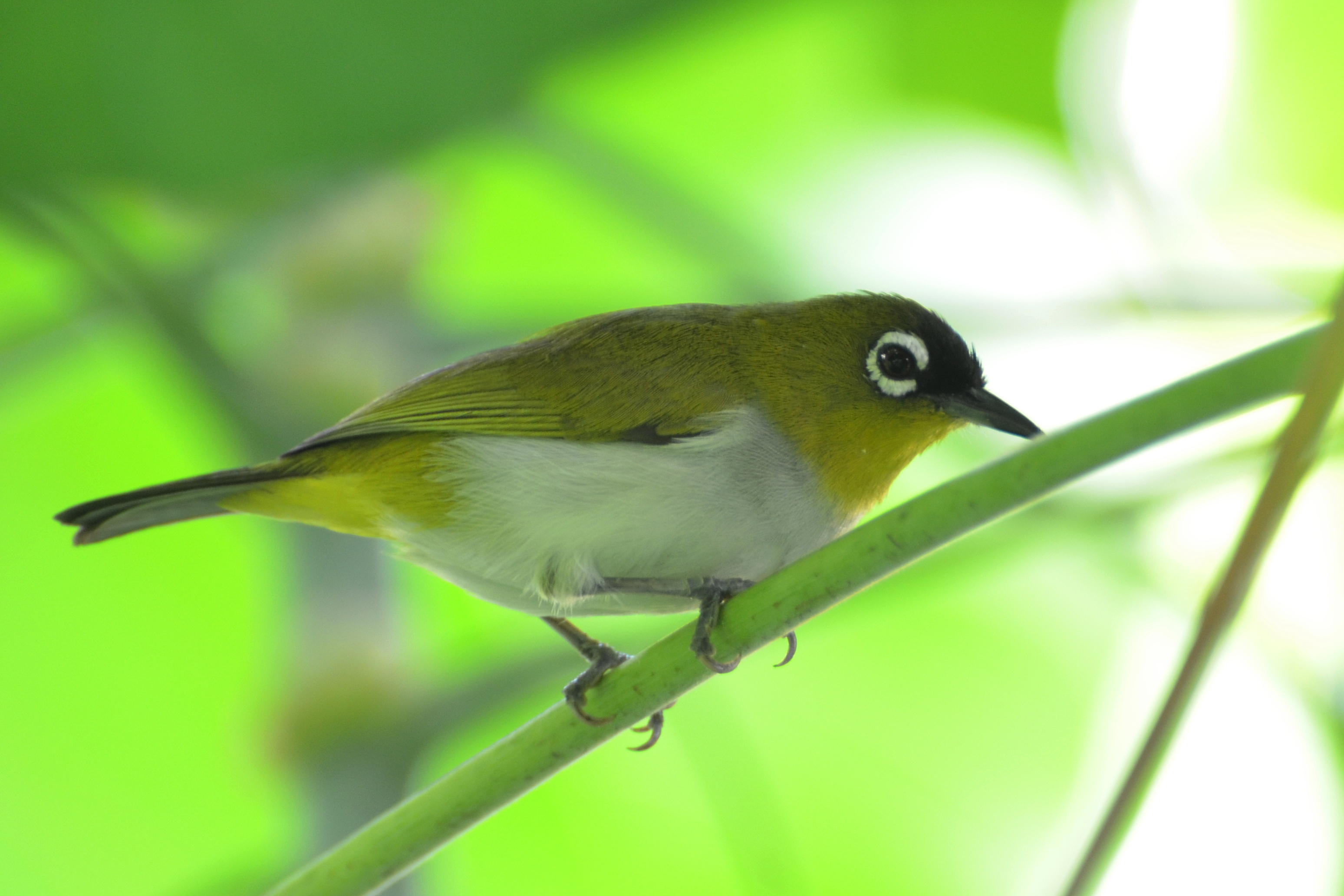
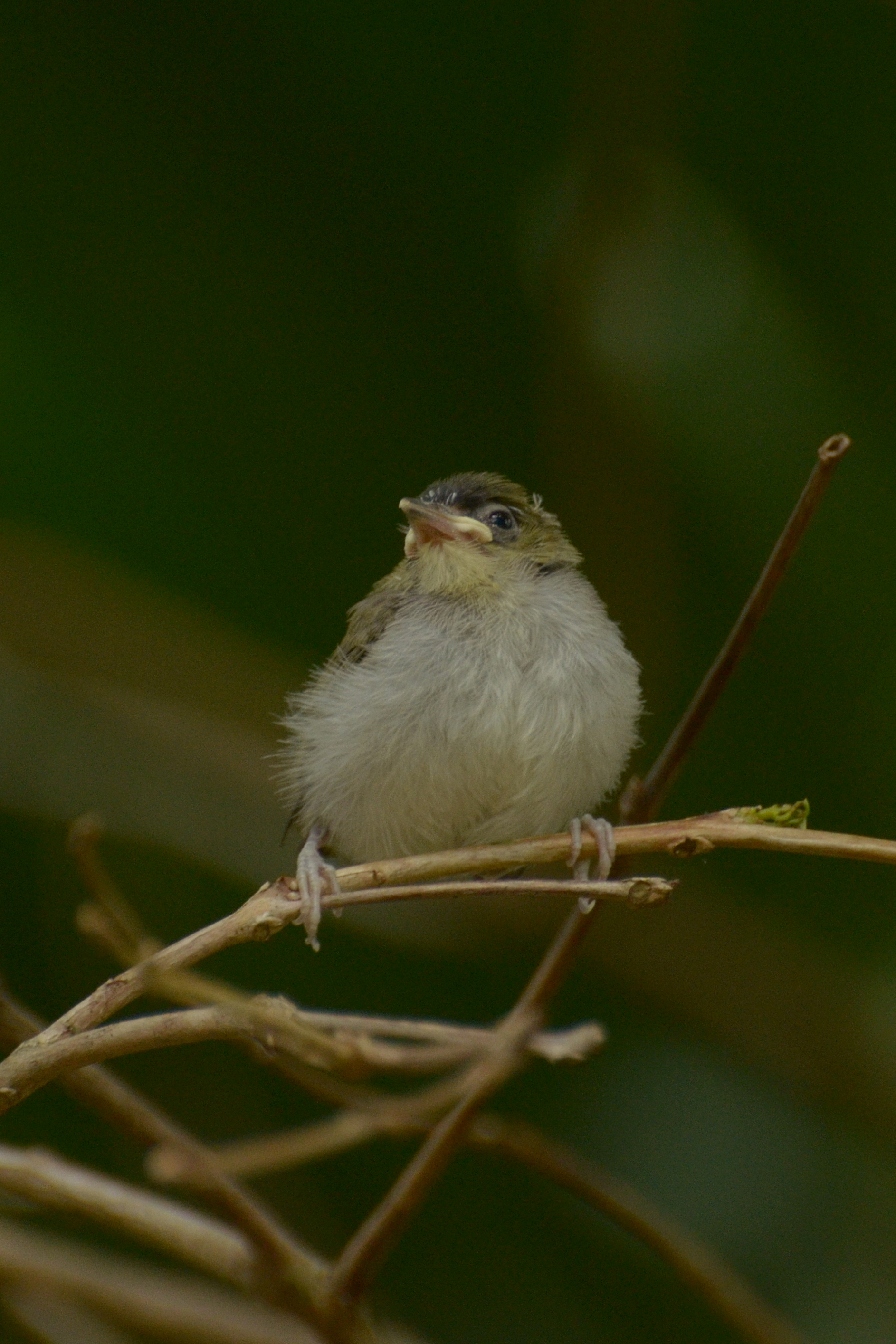
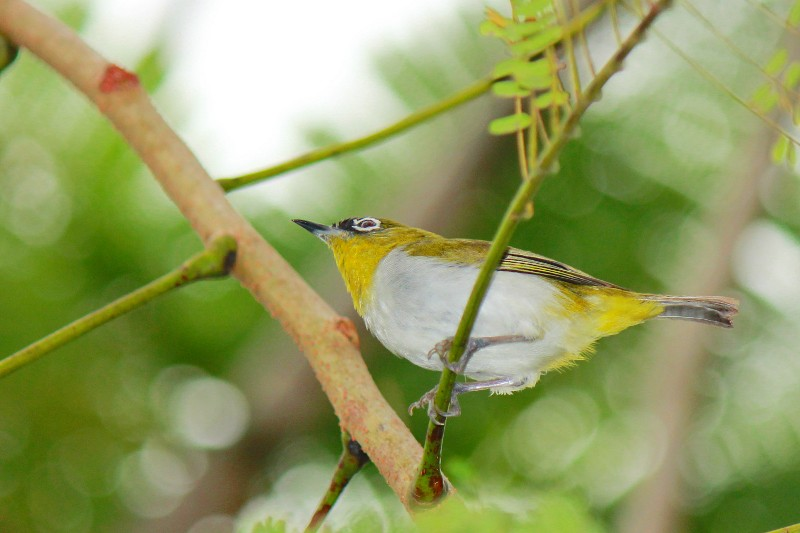